# Dexron
 (novembre 2015).
Si vous disposez d'ouvrages ou d'articles de référence ou si vous connaissez des sites web de qualité traitant du thème abordé ici, merci de compléter l'article en donnant les références utiles à sa vérifiabilité et en les liant à la section « Notes et références ».

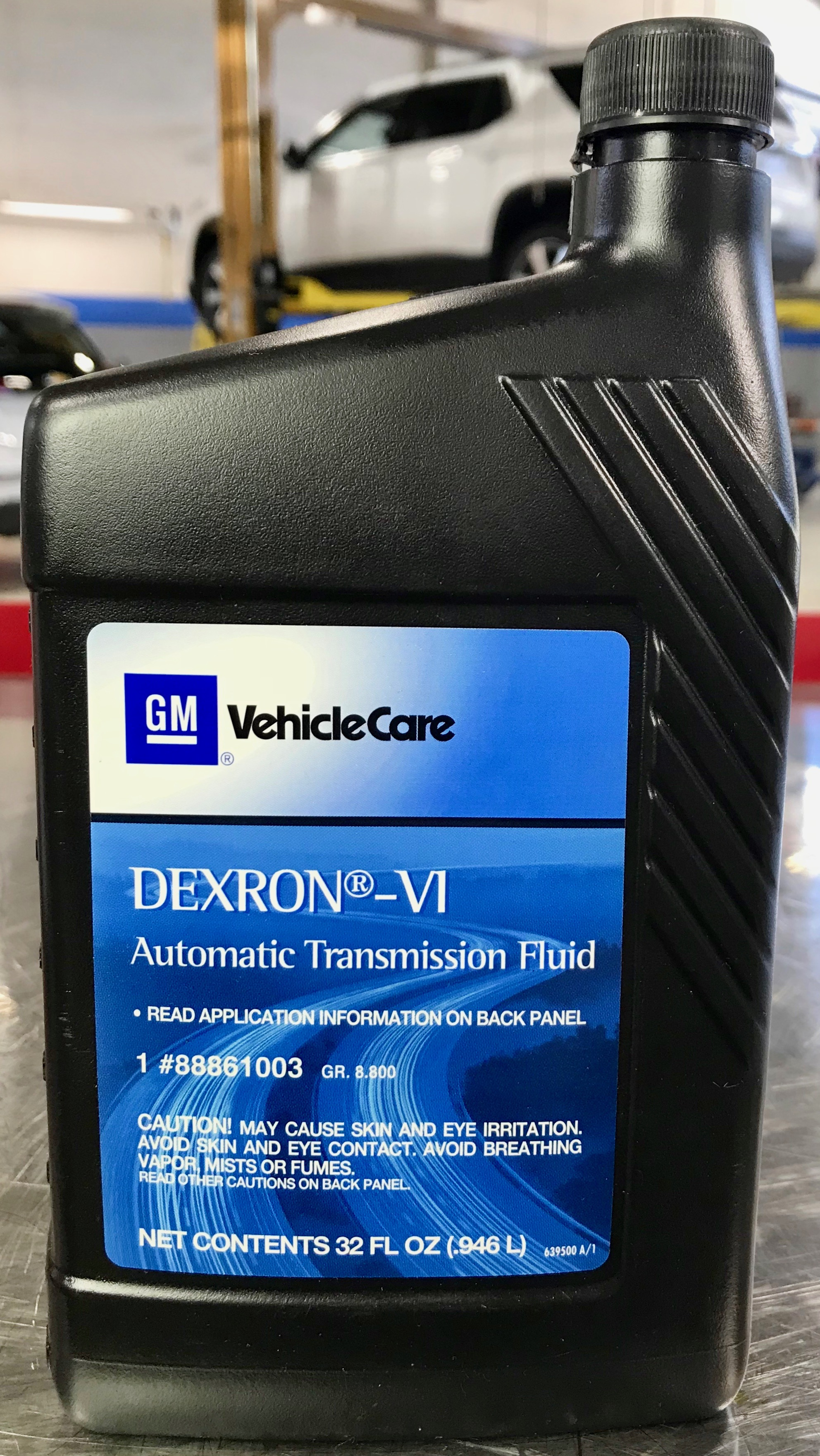
Un exemple d'huile Dexron

Dexron est un ensemble de normes concernant les huiles pour transmissions automatiques (ATF ou automatic transmission fluid, en anglais).
C'est une marque déposée par General Motors.
Elles fixent des exigences parmi lesquelles : la viscosité à basse température, la résistance à l'oxydation, au cisaillement, à la température ainsi qu'à la formation de mousse.
Chaque nouvelle norme (II, III) doit être compatible avec les précédentes.
Usage détourné :
Les forums de bricolage français et anglo-saxons évoquent l'usage détourné de ce fluide comme dégrippant.
Selon le magazine américain "Machinist's Workshop Magazine" qui aurait procédé à des tests scientifiques, le Dexron III serait très efficace comme dégrippant s'il est mélangé à 50/50 avec de l'acétone.
Explications : Après avoir procédé à l'oxydation contrôlée de boulons, l'expérimentateur a noté la force nécessaire au desserrage selon le dégrippant appliqué; voici les résultats en lb.in ou lb.ft.
Pas de dégrippant : 516
WD-40 : 238
PB Blaster : 214
Liquid Wrench : 127
Kano Kroil : 106
huile ATF + acétone à 50/50 : 53
D'autres tests relativisent son efficacité comme dégrippant et proposent de le remplacer par de l'huile végétale.